# Credenza

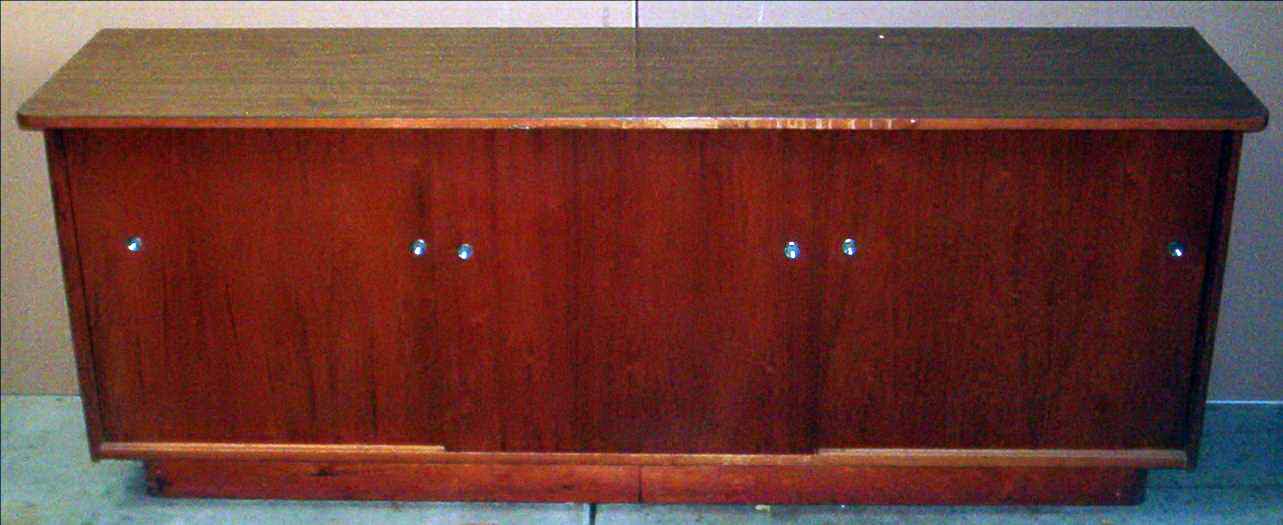
Credenza

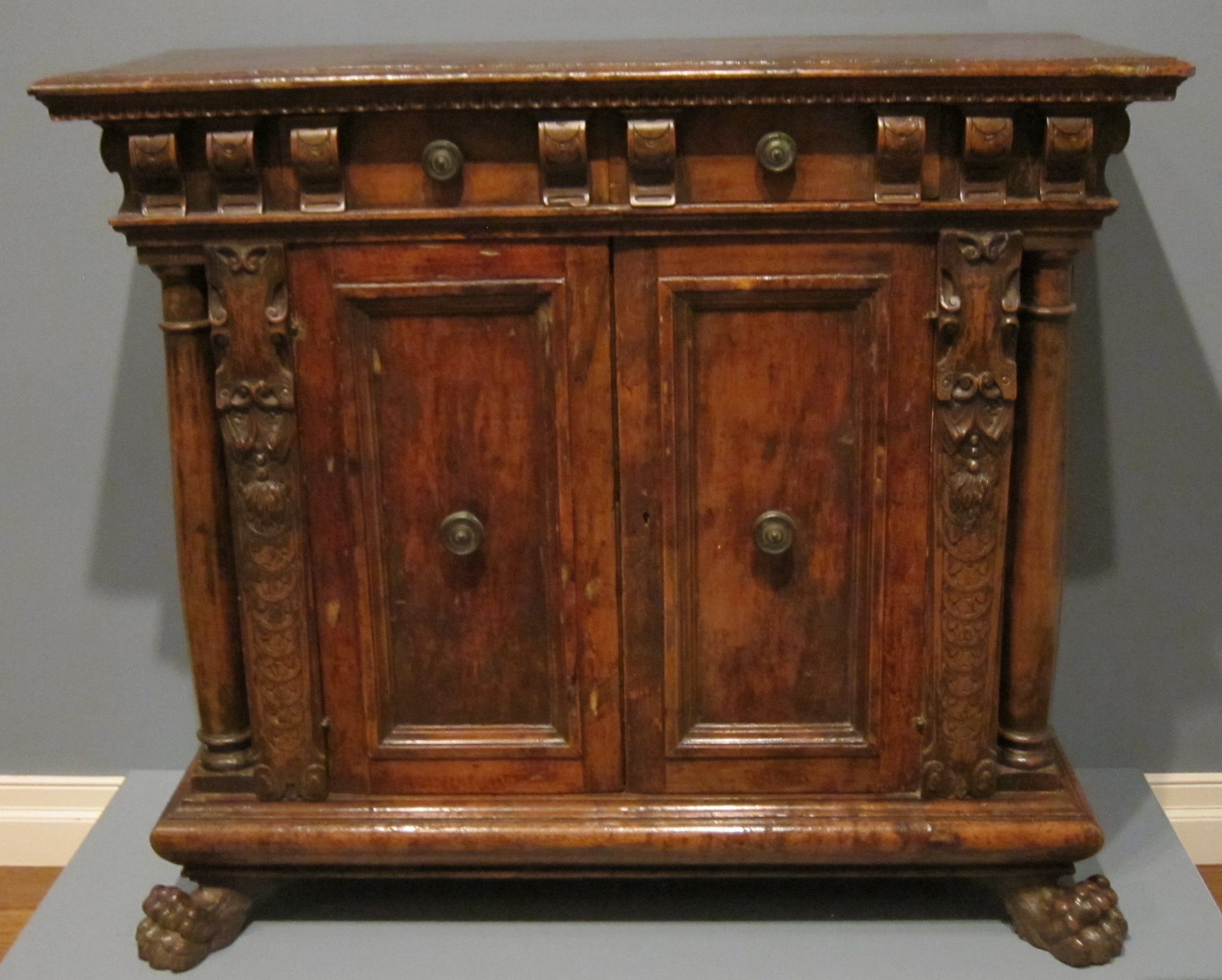
Credenza italiana de los siglos XV o XVI.

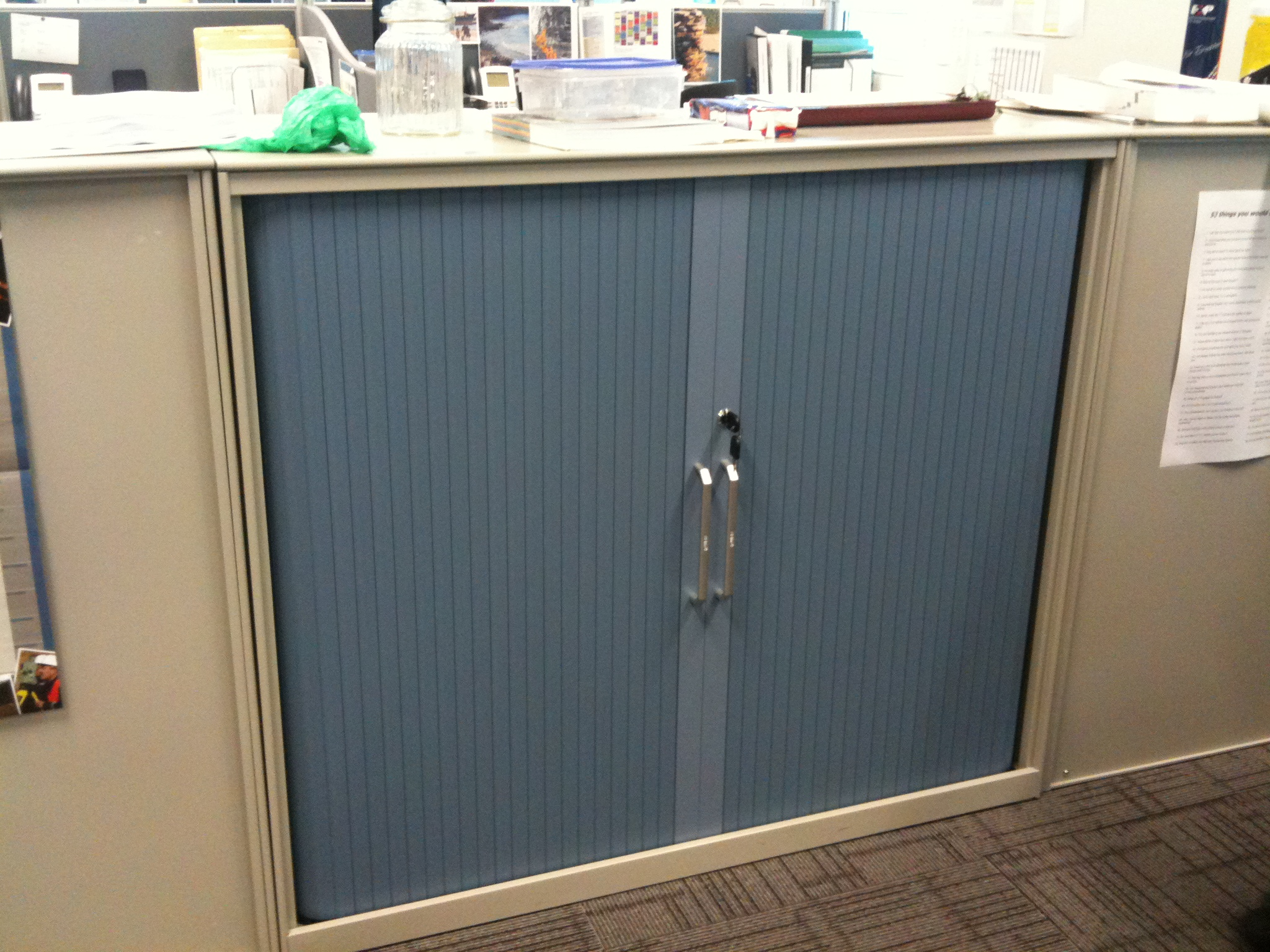
Credenza empotrada moderna.

Una credenza es un aparador de comedor, particularmente rodeado por vitrinas con vasos y normalmente hechos de madera barnizada y abrillantada, decorados con marquetería. La parte superior puede estar hecha de mármol u otra piedra decorativa resistente al líquido y el calor.
La credenza empezó a usarse como una mesa donde dejar las vestimentas. A comienzos del siglo XIV en Italia, recibió un concepto arquitectónico con decoraciones de columnas y pilastras.
En la edad moderna, una credenza es se suele considerar un aparador utilizado en casas o restaurantes. Suele estar hecha de madera y utilizarse en comedores para servir comidas de bufé. En las cocinas de restaurantes están hechas de acero inoxidable, proporciona una superficie lateral y armarios de almacenamiento.

## Etimología
El nombre significa en italiano «confianza» o «creencia». En el siglo XVI el acto de «credenza» era la cata de alimentos y bebidas por un criado para un señor u otra persona importante (como el Papa o un cardenal) para verificar que no estaba envenenado. El nombre posteriormente pasó a denominar a la sala donde se realizaba el acto y posteriormente al mobiliario.